# Daniel Lemos
Daniel Lemos (sinh ngày 1 tháng 5 năm 1990) là một cầu thủ bóng đá người Brasil.

## Sự nghiệp câu lạc bộ
Daniel Lemos đã từng chơi cho Consadole Sapporo và FC Gifu.